# John Celardo
John Celardo (* 27. Dezember 1918 in Staten Island, New York; † 6. Januar 2012 ebenda) war ein US-amerikanischer Comiczeichner.

## Leben und Werk
Celardo besuchte die High School in Port Richmond. Weitere Ausbildungsstationen waren die New York School of Industrial Arts, die Federal Arts School und die New York School of Visual Arts. Seine ersten professionellen Zeichnungen fertigte Celardo im Jahr 1937 an. Danach war er angestellter Zeichner im Studio von Will Eisner und Jerry Iger. Für den Verlag Quality war an diversen Comicserien beteiligt und signierte zeitweilig mit dem Pseudonym John C. Lardo. Ab dem Jahr 1940 zeichnete Celardo auch für den Verlag Fiction House. Während des Zweiten Weltkriegs diente er in der United States Army und wurde bis zum Captain befördert. Nach dem Krieg setzte Celardo zunächst seine Tätigkeit für Fiction House fort, war danach aber freiberuflich tätig. Im Jahr 1953 übernahm er von Bob Lubbers Tarzan und setzte die Serie bis zum Jahr 1967 fort. 1967 bis zu deren Einstellung im Jahr 1969 zeichnete er die bis dahin von Joe Kubert gehaltene Comicreihe Green Berets. Im Jahr 1973 wurde Celardo Redakteur für Comics beim King Features Syndicate und stellte das Zeichnen ein. Erst zu Beginn der 1980er Jahre begann er wieder professionell zu zeichnen, indem er den Zeitungsstrip Buz Sawyer übernahm und bis zu dessen Ende im selben Jahrzehnt fortsetzte.
Zusammen mit seiner Frau Julia, mit der er über 65 Jahre lang verheiratet war, hatte Celardo eine Tochter und einen Sohn.